# ثريا مورايس
ثريا مورايس (بالبرتغالية: Soraya Moraes‏) هي مغنية برازيلية، ولدت في 29 يناير 1973 في ساو باولو في البرازيل.

## وصلات خارجية
- الموقع الرسمي
- ثريا مورايس على موقع ميوزك برينز (الإنجليزية)
- ثريا مورايس على موقع ديسكوغز (الإنجليزية)